# Cansahcab (kommun)
Cansahcab är en kommun i Mexiko.   Den ligger i delstaten Yucatán, i den östra delen av landet, 1 100 km öster om huvudstaden Mexico City. Antalet invånare är 4 696. Arean är 147 kvadratkilometer.
Terrängen i Cansahcab är mycket platt.
Följande samhällen finns i Cansahcab:
- Cansahcab
- Santa María